# La Croix-du-Perche
La Croix-du-Perche – miejscowość i gmina we Francji, w Regionie Centralnym, w departamencie Eure-et-Loir.
Według danych na rok 1990 gminę zamieszkiwały 203 osoby, a gęstość zaludnienia wynosiła 16 osób/km² (wśród 1842 gmin Regionu Centralnego La Croix-du-Perche plasuje się na 936. miejscu pod względem liczby ludności, natomiast pod względem powierzchni na miejscu 1003.).